# Yusuf al-Qaradawi
Yusuf al-Qaradawi (en árabe يوسف القرضاوي, Saft Turab, Reino de Egipto, 9 de septiembre de 1926-Doha, Catar, 26 de septiembre de 2022) fue un ulema egipcio.
Considerado una de las personas más influyentes del mundo islámico, fue uno de los líderes intelectuales de los Hermanos Musulmanes y condujo en la cadena de televisión vía satélite Al-Yazira el programa «La Sharia y la vida» con una audiencia de varias decenas de millones de espectadores. Fue fundador de la Unión Mundial de Ulemas Musulmanes y cofundador en 1997 de la web IslamOnline.net, de la que fue la principal autoridad religiosa.

## Biografía

### Primeros años (1926-1944)
Yusuf al-Qaradawi nació el 9 de septiembre de 1926 en Safat Turab, un pequeño pueblo del delta del Nilo, en una familia pobre y devota musulmana de campesinos, tres años después de la formación del reino de Egipto bajo influencia del imperio británico. A los dos años de edad quedó huérfano de padre y a cargo de su tío paterno. A los nueve años de edad, había memorizado entero el Corán, a los 14 oficiaba ocasionalmente como imán y a los 20 empezó a dar clases de fiqh en su pueblo.

### Años de estudiante enAl-Azhary activismo con losHermanos Musulmanes(1944-1953)
Tras nueve años de formación en Tanta, Qardawi ingresó en la Universidad Al-Azhar de El Cairo, entonces bajo ocupación militar británica cada vez más impopular, para cursar estudios de teología islámica (usul al-din). Admirador de Hasan al-Banna desde la adolescencia, entre 1942 y 1943 había adherido a los Hermanos Musulmanes, de tendencia islamista y anticolonial, y en 1949 fue encarcelado en la ola de detenciones desencadenada por el asesinato del primer ministro Al-Nuqrashi a manos de un miembro de la organización  en un contexto de rápido crecimiento y activismo anticolonial de la hermandad y de tensión relacionada con la guerra árabe-israelí de 1948 —en la que participaron combatientes de la organización y Egipto fue derrotado—. A su salida de prisión, el brillante alumno que era Qardawi obtuvo en los exámenes, a pesar del período de ausencia, los segundos mejores resultados de todo Egipto.

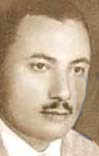
Al-Qaradawi en una imagen de juventud.

En la universidad, cofundó el sindicato de estudiantes de su facultad —que llegó a dirigir—, participó en huelgas y protestas contra el dominio británico de Egipto y defendió reformas modernistas como la introducción del idioma inglés en el currículo y la admisión de alumnas de sexo femenino. Se costeaba los estudios universitarios trabajando como jatib de una mezquita cercana a su pueblo, alcanzando una popularidad extraordinaria.

### Actividades durante el período deGamal Abdel Naser
Tras la revolución del Movimiento de Oficiales Libres en 1952, su ascenso dentro de la hermandad musulmana se reflejó en su envío como representante en un viaje por el Alto Egipto, Siria, Jordania y Gaza. Sin embargo, un año después de licenciarse en 1953 fue encarcelado de nuevo al prohibirse de manera definitiva la hermandad musulmana, por lo que Qaradawi abandonó su implicación en la organización, entonces clandestina, al salir de prisión en 1956. Aun así, en 1959 se le prohibió predicar en público. Especializado en exégesis coránica y hadices, Al-Qaradawi trabajó por poco tiempo en el ministerio de Fundaciones Religiosas y en el departamento de cultural de Al-Azhar, período en el que publicó su obra más influyente durante décadas  —Lo halal y lo haram en el islam—, hasta que en 1962 la universidad lo envió a Catar, donde estableció un departamento de Estudios Islámicos en el Colegio de Formación de Profesorado.

### Catar (1962-actualidad)
En Doha, Al-Qaradawi fue instructor del hijo del emir, Jalifa bin Hamad Al Thani, quien más adelante, durante su propio emirato (1972-1995), le ofreció un puesto permanente y un pasaporte catarí. Así, pese a no perder nunca contacto con su país natal, Al-Qaradawi terminó residiendo en el emirato del golfo Pérsico durante la mayor parte de su vida y criando allá a sus hijos (antes de que éstos se mudasen a Europa y Estados Unidos de América para estudiar). Qaradawi desempeñó un papel crucial en la formación del sistema de educación religiosa del país, y su posición le permitió organizar en Doha encuentros entre eruditos y activistas musulmanes con mayor libertad de la que tenía en Egipto.
Desde Catar y a partir de la sucesión de Naser por Anwar el-Sadat en 1970, Al-Qaradawi comenzó a viajar con regularidad a Egipto y a países de todo el mundo árabe, Europa, Estados Unidos, Canadá, Australia y distintos países asiáticos incluido Japón, realizando conferencias y entrevistas. En 1973 se doctoró en Al-Azhar con una tesis sobre «El papel del azaque en la resolución de los problemas sociales». Un año más tarde declinó la proposición de asumir el liderazgo de los Hermanos Musulmanes, aunque sí aceptó actuar como consejero de distintos bancos islámicos desde la aparición de estos a inicios de la década, así como asociarse al patronato de la Universidad Islámica Internacional de Islamabad (Pakistán, fundada en 1980) o la Unión de Organizaciones Islámicas de Francia (1983), el Centro de Estudios Islámicos de Oxford (1985). Es miembro también de la Academia de Fiqh Islámico de Yeda (Arabia Saudí).
En 1977, el departamento de Estudios Islámicos dirigido por Al-Qaradawi fue promovido a  Facultad de Sharia y Educación de la Universidad de Catar, y Al-Qaradawi ocupó el cargo de decano de la misma hasta 1990. En 1980 fundó el Centro de Estudios de la Tradición y la Biografía del Profeta (CETBP), cuyo personal lanzaría en 1997 el portal de internet IslamOnline. Terminado su decanato, Qaradawi pasó un año en Argelia entre 1990 y 1991 como presidente del Consejo Académico de la Universidad Islámica e Instituciones Superiores, tras lo que regresó a Catar para seguir rigiendo el CETBP hasta la actualidad. En 2002 y 2004 volvió a ofrecérsele la dirección máxima de los Hermanos Musulmanes tras fallecer Mustafá Mashhur y Mamún al-Hudaybi.

#### Revueltas árabes de 2011
Yusuf al-Qaradawi desempeñó un destacado papel en la dirección ideológica de las revueltas árabes de 2011, con posiciones que han llevado a sus críticos a designarlo como «el muftí de la OTAN» por sus llamados a intervenir con fuerza militar contra el gobierno de Siria.
A mediados de febrero de 2011, una semana después del derrocamiento del presidente de Egipto, Hosni Mubarak, en la Revolución egipcia, Qaradawi hizo su primera aparición pública en su país natal desde 1981 al dirigir el rezo colectivo del viernes, día 17, en la Plaza de la Liberación de El Cairo, ante una multitud estimada en dos millones de personas, afirmando en su sermón que «la revolución no había terminado», llamando a la liberación de los presos políticos, alabando a los coptos por proteger a los orantes musulmanes y reclamando a las autoridades militares la restitución del poder a responsables civiles.
En la semana siguiente, declaró su apoyo a la incipiente revuelta en el este de Libia, hasta el punto de emitir una fetua para ordenar el asesinato del presidente libio, Muamar el Gadafi y llamar a los embajadores de Libia a disociarse del gobierno libio.
En marzo del mismo año, Qaradawi expresó su apoyo a los revolucionarios sirios y, con el recrudecimiento de la guerra civil, llegó a llamar a asesinar a «todos cuantos colaborasen con el poder: militares, civiles, ulemas...», convocando a «todo musulmán que haya recibido instrucción militar y sea capaz de luchar» a ayudar a los rebeldes sirios.

## Influencia y popularidad
Yusuf al-Qaradawi gozó de una «increíble influencia como voz clamorosa de crítica a Occidente y a Israel», debida en buena parte a su condena de la injusticia social y a sus tomas de posición en relación con el conflicto israelí-palestino. Su consideración de los ataques suicidas como forma legítima de autodefensa y táctica de guerra le ha acarreado problemas en Europa occidental, pese a ser una opinión extendida en Oriente Medio.